# Acusana veprecula
Acusana veprecula är en insektsart som beskrevs av Delong 1942. Acusana veprecula ingår i släktet Acusana och familjen dvärgstritar. Inga underarter finns listade i Catalogue of Life.